# Mir (servidor gráfico)
Mir é um servidor gráfico e, recentemente, um compositor Wayland para Linux em desenvolvimento pela Canonical Ltd. Foi planejado para substituir o X Window System atualmente usado no Ubuntu, no entanto, o plano mudou e o Mutter foi adotado como parte do GNOME Shell.

## História
O Mir foi anunciado pela Canonical em 4 de março de 2013.
Tem sido desenvolvido para facilitar o desenvolvimento do Unity 8, a próxima geração da interface de usuário Unity. No entanto, quatro anos depois, o Unity 8 foi encerrado, embora o desenvolvimento de Mir tenha continuado para aplicativos da Internet das Coisas (IoT).